# Mycomedusiospora flavida
Mycomedusiospora flavida är en svampart som först beskrevs av Rick, och fick sitt nu gällande namn av Carroll & Munk 1964. Mycomedusiospora flavida ingår i släktet Mycomedusiospora och familjen Lasiosphaeriaceae.   Inga underarter finns listade i Catalogue of Life.